# Shin Togashi
Pour les articles homonymes, voir Togashi.
Shin Togashi (冨樫森, Togashi Shin) est un réalisateur japonais né à Fujishima, préfecture de Yamagata en mars 1960.

## Biographie
Né à Fujishima dans la préfecture de Yamagata, Shin Togashi fréquente l'université Rikkyō, où il se passionne pour les cours de cinéma du critique Shigehiko Hasumi. Après avoir obtenu son diplôme, il travaille comme assistant réalisateur pour des pink films, jusqu'à ce qu'il ait la chance de travailler avec Shinji Sōmai. Ayant participé à la réalisation du film Typhoon Club (1984), il obtient l'occasion de diriger une partie du film à sketches Kawaii hito (1998), supervisé par Shinji Sōmai. Cela l'aide à faire ses débuts au cinéma avec Off-Balance.
Il remporte le prix du meilleur nouveau réalisateur lors de la 23e édition du festival du film de Yokohama.

## Filmographie partielle
- 2000 : Off-Balance (非・バランス, Hi baransu?)
- 2002 : Sorry (ごめん, Gomen?)
- 2005 : Tetsujin 28-gō (鉄人28号?)
- 2006 : The Angel's Egg (天使の卵, Tenshi no tamago?)
- 2008 : I Remember That Sky (あの空をおぼえてる, Ano sora o oboeteru?)
- 2013 : Oshin (おしん?)

## Récompenses
- 2002 : Prix du meilleur nouveau réalisateur lors de la 23e édition du festival du film de Yokohama pour Off-Balance[2]
- 2009 : Soleil d'or au Festival du cinéma japonais contemporain Kinotayo pour I Remember That Sky[3]